# Dictyangium chelydrae
Dictyangium chelydrae är en plattmaskart. Dictyangium chelydrae ingår i släktet Dictyangium och familjen Microscaphidiidae. Inga underarter finns listade i Catalogue of Life.